# مكتبة فرع الكابيتول هيل
فرع كابيتول هيل، هو فرع من مكتبه سياتل العامه في كابيتول هيل ، حي سياتل في سياتل، واشنطن، الولايات المتحده. تم افتتاح المكتبة الأصلية، الواقعة في شارع هارفارد وشارع الجمهوري، في عام م1954 وتم تسميتها فرع سوزان ج.هينري بناءً على طلب المتبرع. تم هدم فرع هنري في عام 2001 وافتتح فرع الكابيتول هيل الحديث في نفس الموقع في عام 2003.

## تاريخ
كان الموقع الأصلي للمكتبة سابقاً منزل إِيما بيلارجون ستيمسون الكبير، والذي تم تمويل شرائه جزئيًا عن طريق بيع عقار آخر في كابيتول هيل تبرع به في عام 1934 للمدينه بواسطة الابنان هوراس تشابين هنري وسوزان ج.هينري. كانت كل من عائلتي هنري وستيمسون من أوائل رجال الأعمال والمحسنين في سياتل، وكانت إيما ستيمسون حفيده جون كولينز، وهو رجل أعمال ثري آخر وأحد أوائل رؤساء بلديات سياتل. تم افتتاح مبنى جديد صممه ن ب ب ج باسم فرع سوزان ج.هنري في 26أغسطس1954. كانت مكتبه واشنطن للكتب الناطقة ومكتبة برايل( ثم مكتبة للمكفوفين وتخدم واشنطن ومونتانا والاسك )في قبو المبنى حتى عام 1973.
تمت الموافقة على مبادرة «مكتبات للجميع» على مستوى المدينة من قبل الناخبين في عام 1998، لتمويل استبدال المكتبات القديمة والصغيرة ،بما في ذلك فرع هنري . في أكتوبر 1999، بعد اجتماعين عامين ،صوت مجلس مكتبة سياتل لبناء فرع جديد في الموقع الحالي لفرع هنري .رفض مجلس المكتبة عرضًا من مطور خاص سعى لوضع فرع المكتبة الجديد في مشروع متعدد الاستخدامات في برودواي و الجادة العاشرة الشرقية، بعد المعارضة عامة على المبنى الذي يبلغ ارتفاعه (65 قدم (20 م). أغلق فرع هنري في 3 نوفمبر 2001، وتم هدمه .تم افتتاح مبنى جديد بقيمة 5 ملايين دولار صممه كاتلر أندرسون المهندسين المعماريين في نفس الموقع في 31 مايو 2003. بموجب لوائح المدينة، لا يمكن تسمية المكتبات الجديدة للأفراد، لذلك تم تسميتها بفرع كابيتول هيل. في عامها الأول، تعاملت المكتبة الجديدة مع عدد أكبر من المستفيدين بنسبة 58 بالمائة مقارنة بالفرع القديم.

## الهندسة و البناء

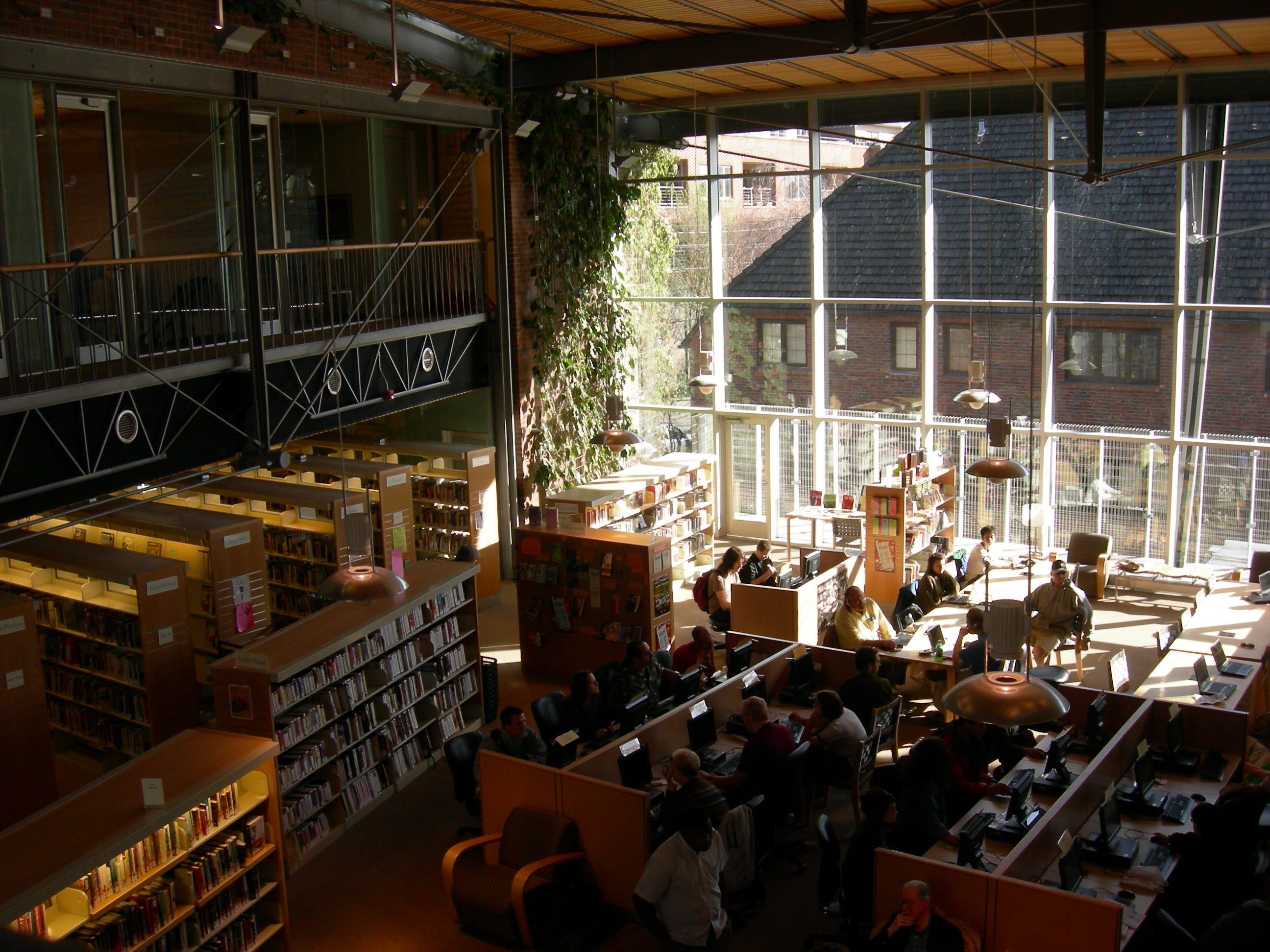
غرفة قراءة وطابق نصفي ، يتميزان بجدار زجاجي من طابقين مواجه للجنوب

يشتمل مبنى القرن الحادي والعشرون على جدار أخضر على تعريشه شبكيه فولاذيه وميزات مهدئه أخرى يمكن رؤيتها من الداخل دون عائق مع مساحات زجاجيه كبيرة وضوء جنوبي يتم ضرب مفاصل الملاط الخارجية بمجرفة لإعطاء مظهر خارجي متجانس. يحتوي الطابق السفلي على مرآب للسيارات يتسع لـ 18 كشك.

وصف فريق التصميم، بقيادة راي جونستون وجيمس كاتلر،المبنى بأنه انعكاس للممر الحضري لبرودواي وكذلك المناطق السكنية المشجرة في الحي.
- كابيتول هيل (واشنطن العاصمة)
- كابيتول ريسلينغ كوبريشن
- كابيتول هايتس (ماريلاند)

## روابط خارجية
- الموقع الرسمي